# Plaine du Guiers
La plaine du Guiers, plaine des Échelles ou encore plaine de Saint-Laurent-du-Pont est une vallée de France.

## Géographie
La plaine du Guiers s'étire sur une quinzaine de kilomètres de longueur pour une largeur maximale d'environ deux kilomètres selon un axe nord-est-sud-ouest, le long du rebord occidental du massif de la Chartreuse, au sud-ouest de Chambéry en Savoie et au nord de Grenoble en Isère. Ancien lac glaciaire comblé par des alluvions, ce synclinal marque le contact entre le massif de la Chartreuse faisant partie du domaine alpin à l'est et l'extrémité méridionale du massif du Jura à l'ouest,. Elle est parcourue par le Guiers Vif, le Guiers Mort ou encore le canal de l'Herrétang et abrite notamment les villages des Échelles, d'Entre-deux-Guiers, de Saint-Laurent-du-Pont ou encore de Saint-Joseph-de-Rivière. Le Guiers Vif qui traverse la plaine d'est en ouest à son extrémité septentrionale marque la limite entre les départements de la Savoie au nord-est et de l'Isère au sud-ouest et anciennement entre le duché de Savoie du royaume de Sardaigne et la province du Dauphiné de la Couronne de France.
Elle constitue un nœud de communication d'importance locale puisque traversée notamment par de nombreuses petites routes dont les départementales 520 et 1006 et anciennement par le chemin de fer de Voiron à Saint-Béron. Elle permet ainsi de relier facilement Voiron et ses environs à Chambéry et Aix-les-Bains en évitant par l'ouest le massif de la Chartreuse et elle offre une porte d'entrée au cœur du massif par les gorges du Guiers Vif et celles du Guiers Mort depuis l'Avant-Pays savoyard et le Nord-Isère. Elle communique avec le val de Couz au nord-est via le Grand Goulet et le tunnel des Échelles, avec le cœur du massif de la Chartreuse à l'est via les gorges du Guiers Vif qui mènent à Saint-Pierre-d'Entremont ou celles du Guiers Mort menant à Saint-Pierre-de-Chartreuse, avec le Grésivaudan au sud via le col de la Placette, avec le Voironnais au sud-ouest via les gorges de Crossey et avec le Pont-de-Beauvoisin, les Terres Basses, l'Avant-Pays savoyard et le Bugey au nord-ouest via les gorges de Chailles.

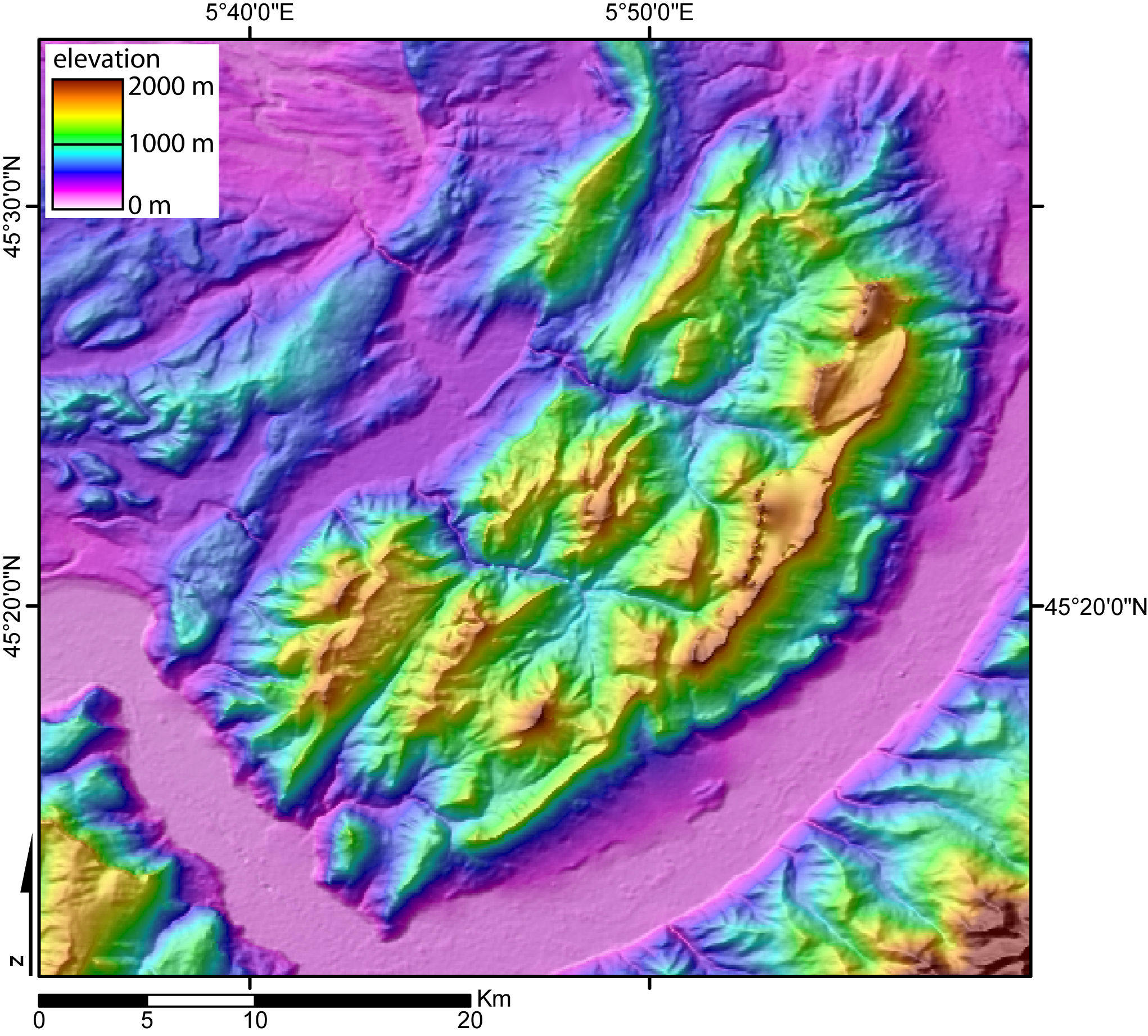
MNT du massif de la Chartreuse avec la plaine du Guiers entre les sommets alpins à l'est et les reliefs plissés du massif du Jura à l'ouest.